# Вејкфилд (Пенсилванија)
Вејкфилд (енгл. Wakefield) насељено је место без административног статуса у америчкој савезној држави Пенсилванија.

## Демографија
По попису из 2010. године број становника је 609.
| Група             | 2000.    | 2010.       |
| Белци             | 0 (0,0%) | 563 (92,4%) |
| Афроамериканци    | 0 (0,0%) | 8 (1,3%)    |
| Азијати           | 0 (0,0%) | 1 (0,2%)    |
| Хиспаноамериканци | 0 (0,0%) | 28 (4,6%)   |
| Укупно            | 0        | 609         |